# Ekrem Engizek

Ekrem Engizek bei einem Dreh

Ekrem Engizek (* 12. September 1988 in Hamburg) ist ein deutscher Filmregisseur, Produzent und Drehbuchautor.

## Werk
Das Drama Kopf oder Zahl war seine erste Kinofilmproduktion. Sein erster Kinospielfilm als Regisseur war Koxa. Außerdem produziert er Naturdokumentationen, für die er auch Drehbücher schreibt und Regie führt.
Im Jahr 2025 brachte er seinen Spielfilm "Haps – Crime Doesn't Pay" in die deutschen Kinos. Der Film erzählt die Geschichte von Alexander Rothstein, der wegen Drogenhandels im Gefängnis landet und dort mit verschiedenen kriminellen Gruppierungen in Konflikt gerät. Engizek, der selbst Erfahrungen als ehemaliger Häftling gemacht hat, verarbeitete in diesem Film seine persönlichen Erlebnisse und Einblicke in die Gefängniswelt. Diese authentische Perspektive prägt die intensive Darstellung der Gewaltspirale hinter Gittern. 
Der Film wurde von Engizek Films GmbH produziert, mit Ekrem Engizek als Regisseur und Drehbuchautor. Die Hauptrollen spielten Constantin von Jascheroff, Kais Setti und Amir Israil Aschenberg.
Haps – Crime Doesn't Pay feierte seine Weltpremiere am 27. Februar 2025 im Berliner Cubix Kino. Anschließend folgte eine deutschlandweite Kinotour, begleitet von prominenten Künstlern der Hip-Hop-Szene, bevor der Film am 27. März 2025 offiziell in den Kinos erschien.

## Filmografie
- 2009: Kopf oder Zahl
- 2016: Red Sea 4K
- 2017: Koxa
- 2018: Evolution 4K
- 2018: Great Barrier Reef 4K
- 2019: Our Nature
- 2019: Haie – Monster der Medien
- 2023: The Legend of the 81 Point Game (Kobe Bryant Story)
- 2025: Haps – Crime Doesn't Pay